# Batman - The Dark Knight
Batman - The Dark Knight is een vloerloze achtbaan in het Amerikaanse attractiepark Six Flags New England te Springfield.

## Algemene informatie
De baan werd gebouwd door de Zwitserse achtbaanbouwer Bolliger & Mabillard en opende op 20 april 2002. De baan is met 870 meter relatief kort maar bevat toch vijf inversies. De achtbaan maakt gebruik van twee achtbaantreinen die ieder uit zeven wagons bestaan, iedere wagon bestaat uit een rij met vier plaatsen waardoor de capaciteit van een trein 28 personen is.